# Gelo-nove
Gelo-nove (do inglês Ice 9, também gelo-9) é um material fictício concebido pelo escritor de ficção científica Kurt Vonnegut no seu romance Cat’s Cradle, de 1963  (publicado no Brasil, pela editora O Cruzeiro, em 1970, e pela editora Record, em 1991, sob o título Cama de Gato).
Supostamente seria um alótropo especial do gelo, que derrete apenas a uma temperatura de 114.4 °F (45.8 °C) e, quando entra em contato com a água em estado líquido, age como um desencadeador de cristalização, catalisando a solidificação (congelamento) de qualquer água "normal" em temperatura ambiente. Por isso mesmo, seria capaz de destruir o mundo tal como nós o conhecemos.
Vonnegut teve tal ideia enquanto trabalhava para a General Electric:
O autor Vonnegut credita a invenção do gelo-nove a Irving Langmuir, que foi pioneiro no estudo de membranas e interfaces finas. Enquanto trabalhava no escritório de relações públicas da GE, Vonnegut teve bons resultados com a história de como Langmuir - que ganhou um Prêmio Nobel em 1932 por seu trabalho na GE - era responsável pelo entretenimento de H.G. Wells, que visitara a companhia no começo dos anos 1930. Langmuir disse ter tido uma ideia sobre uma forma de água sólida que era estável à temperatura ambiente, na esperança de que Wells pudesse se inspirar para escrever uma história sobre isso. Aparentemente, Wells não ficou inspirado e nem ele nem Langmuir acabaram por publicar nada sobre isso. Depois que Langmuir e Wells faleceram, Vonnegut decidiu usar a ideia no seu livro Cama de gato.

## Não-Ficção
"Gelo-nove" tem sido usado como uma metáfora para agentes altamente infecciosos, ou para qualquer coisa que converte outras coisas em mais de si mesma. Noções relatadas incluem o gray goo (hipotética nanotecnologia auto-replicante) [carece de fontes?] e os príons, estruturas protéicas auto-replicantes responsáveis, por exemplo, pelo mal da vaca louca.